# Drukarka termiczna

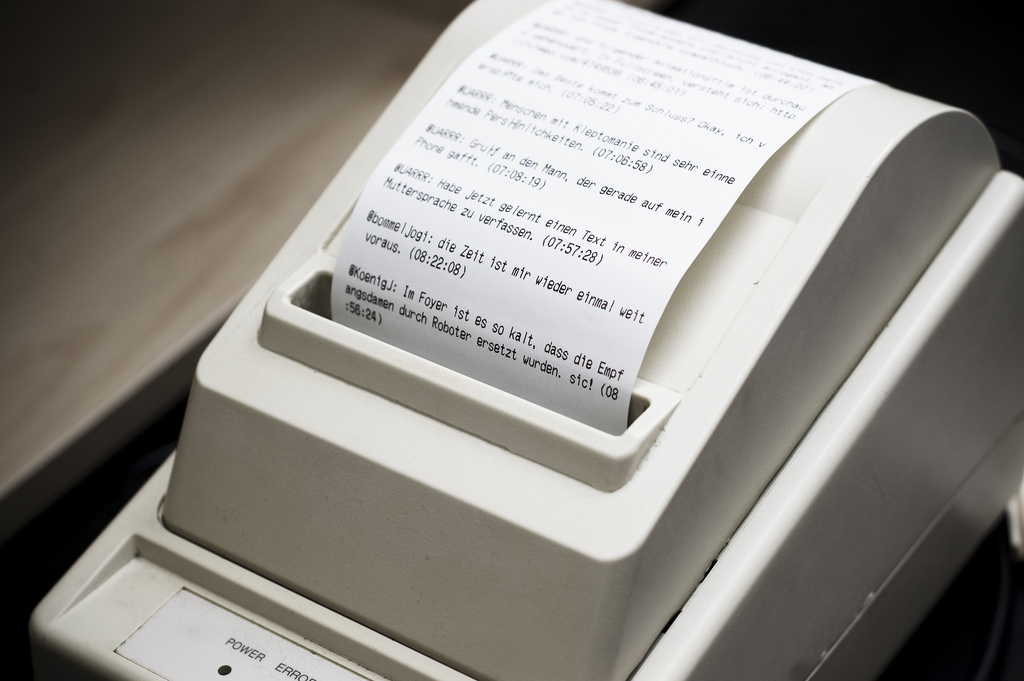
Drukarka Citizen CBM231

Drukarka termiczna – drukarka pozwalająca na otrzymywanie wydruków na specjalnym papierze termicznym, który zmienia swoją barwę (ciemnieje) pod wpływem dostarczonego do niego ciepła. W tym przypadku nie ma potrzeby stosowania taśmy barwiącej, tonera czy tuszu. 

## Zasada działania drukarki termicznej
Drukarka termiczna wykorzystuje technologię  bezpośredniego druku termicznego na specjalnym papierze termicznym. Głowica drukująca drukarki termicznej wyposażona jest w matrycę igieł, podobnie jak w drukarkach igłowych. Z tego powodu zalicza się ją do grupy drukarek mozaikowych. 
Termoaktywna substancja, jaką powleczony jest papier, po podgrzaniu przez głowicę utlenia się i powodując jego zaczernienie w odpowiednich miejscach.
Zaletą drukarek termicznych jest szybkość wydruku i cicha praca; wadą zaś – monochromatyczny wydruk i słaba trwałość druku, który zanika szczególnie pod wpływem światła słonecznego (promieniowania podczerwonego) lub wysokiej temperatury.

## Zastosowanie drukarek termicznych
Drukarki termiczne ze względu na wydajność, niskie koszty eksploatacji, a także szybką i cichą pracę  mają bardzo szerokie i wszechstronne zastosowanie. Stosowane są między innymi:
- w sklepach i punktach handlowo-usługowych (drukarki w kasach fiskalnych),
- w bankomatach (drukowanie pokwitowań);
- na stacjach benzynowych (do wydruku paragonów lub faktur);
- w kasach biletowych i parkometrach;
- w magazynie (do drukowania etykiet z kodami kreskowymi);
- na lotniskach i stacjach kolejowych (bilety, karty pokładowe i dokumenty podróży);
- jako drukarki wbudowane w terminale mobilne stosowane przez inkasentów, przedstawicieli handlowych czy kurierów.[2]